# 螺旋槳飛機

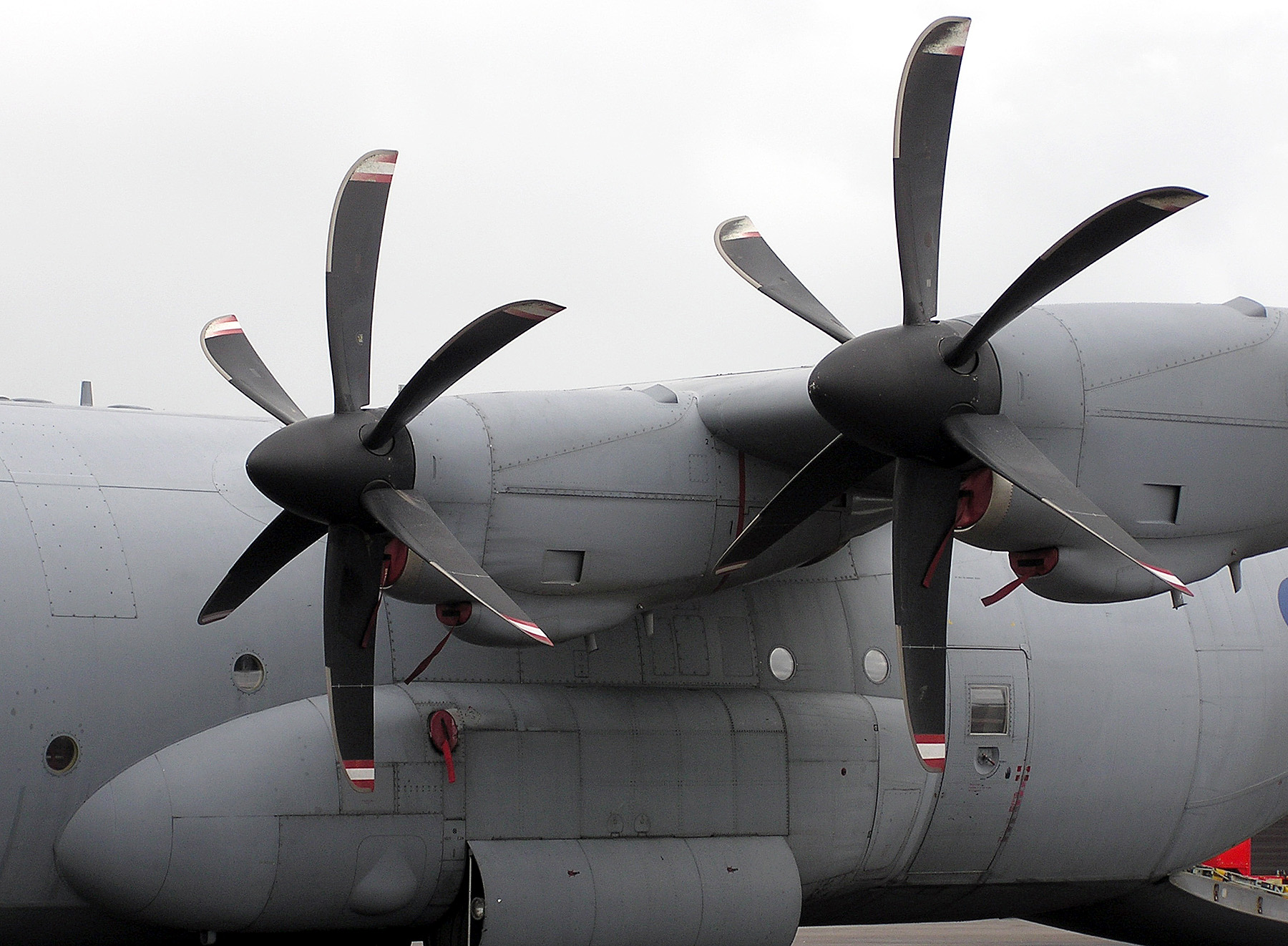
图为一款多引擎螺旋桨动力飞机，C-130J的螺旋桨

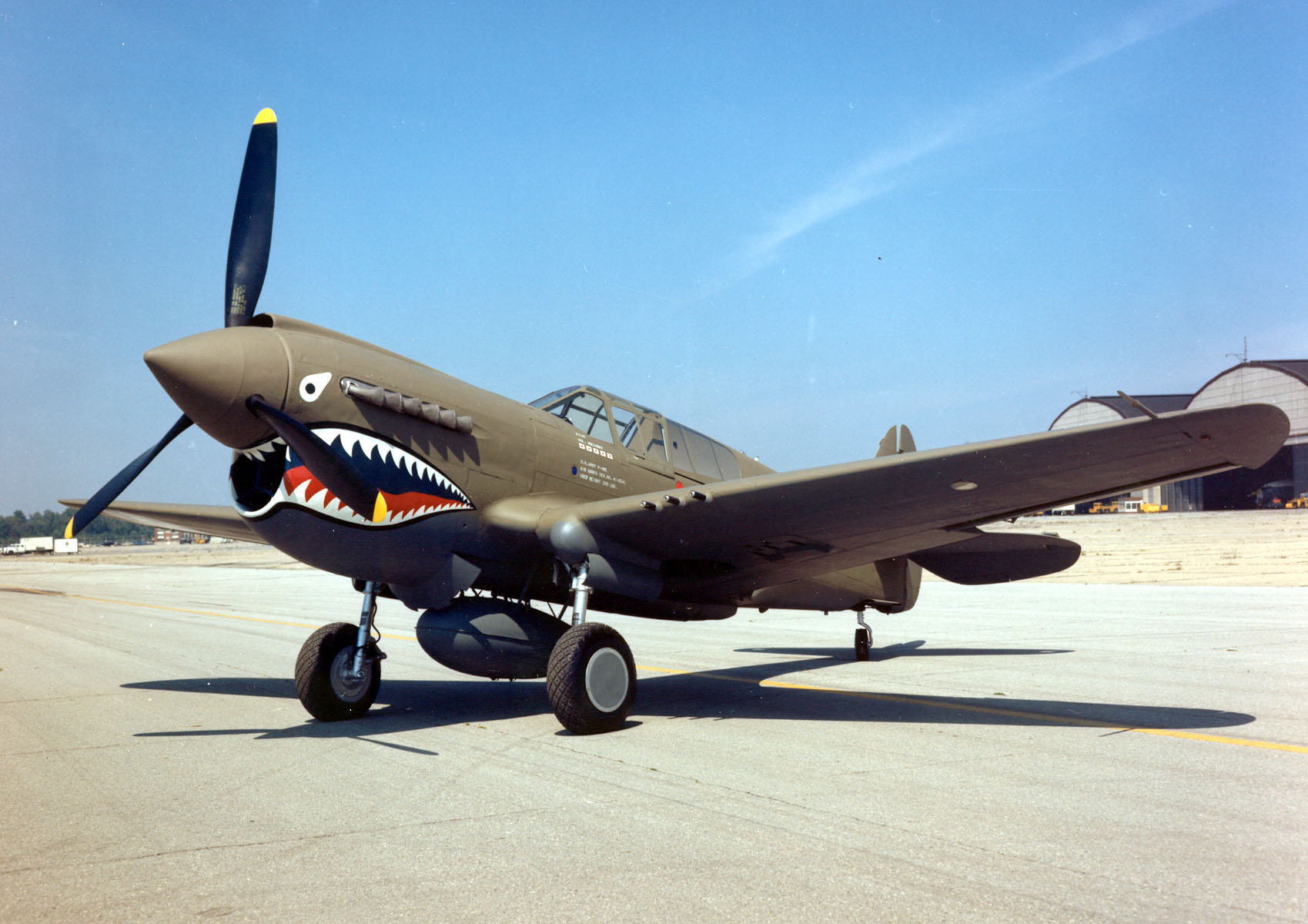
图为一款单引擎螺旋桨动力飞机P-40小鹰

螺旋桨飞机是固定翼飞机的一种，使用涡轮螺旋桨发动机或者往复式发动机提供动力。早期的飞机基本都是螺旋桨飞机，其显著特点就是在机身或机翼上安装的螺旋桨，之后虽出现了喷气式飞机，但螺旋桨飞机依旧得到广泛应用。螺旋桨飞机一般速度较慢，载重较小，设计优异的螺旋桨甚至能到达80%的效率 。

## 原理
螺旋桨飞机的之所以能向前推进，主要归于两个作用。其一是由于叶片形状的设计，使得前后空气速度有差值，根据伯努利定律，产生的压力差，使得飞机获得向前的力。
第二个则是人们所熟知的作用力与反作用力，将空气向后推，则飞机获得向前动力，这可以根据牛顿第三定律来解释。